# Ferrières-lès-Scey
Ferrières-lès-Scey est une commune française située dans le département de la Haute-Saône, la région culturelle et historique de Franche-Comté et la région administrative Bourgogne-Franche-Comté.

## Géographie
La commune est située dans un méandre de la Saône.

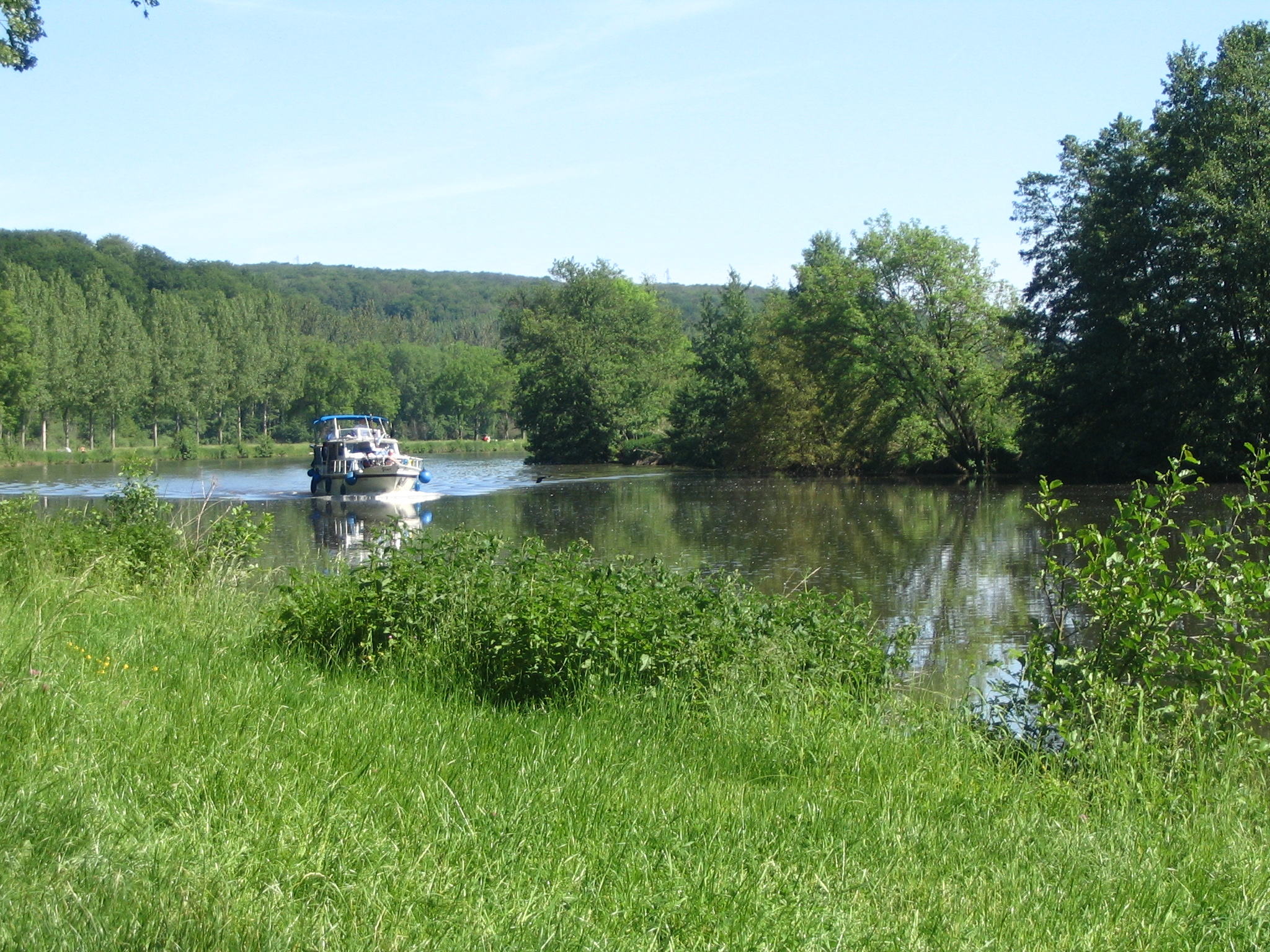
La Saône à Ferrières.

### Climat
Pour des articles plus généraux, voir Climat de la Bourgogne-Franche-Comté et Climat de la Haute-Saône.
En 2010, le climat de la commune est de type climat des marges montargnardes, selon une étude du Centre national de la recherche scientifique s'appuyant sur une série de données couvrant la période 1971-2000. En 2020, Météo-France publie une typologie des climats de la France métropolitaine dans laquelle la commune est exposée à un climat semi-continental et est dans la région climatique  Lorraine, plateau de Langres, Morvan, caractérisée par un hiver rude (1,5 °C), des vents modérés et des brouillards fréquents en automne et hiver. 
Pour la période 1971-2000, la température annuelle moyenne est de 10,3 °C, avec une amplitude thermique annuelle de 17,4 °C. Le cumul annuel moyen de précipitations est de 957 mm, avec 12,9 jours de précipitations en janvier et 9,5 jours en juillet. Pour la période 1991-2020, la température moyenne annuelle observée sur la station météorologique de Météo-France la plus proche, « Combeaufontaine », sur la commune de Combeaufontaine à 10 km à vol d'oiseau, est de 10,7 °C et le cumul annuel moyen de précipitations est de 1 044,0 mm. 
La température maximale relevée sur cette station est de 41 °C, atteinte le 25 juillet 2019 ; la température minimale est de −26 °C, atteinte le 6 janvier 1985,,. 
Les paramètres climatiques de la commune ont été estimés pour le milieu du siècle (2041-2070) selon différents scénarios d'émission de gaz à effet de serre à partir des nouvelles projections climatiques de référence DRIAS-2020. Ils sont consultables sur un site dédié publié par Météo-France en novembre 2022.

## Urbanisme

### Typologie
Au 1er janvier 2024, Ferrières-lès-Scey est catégorisée commune rurale à habitat dispersé, selon la nouvelle grille communale de densité à sept niveaux définie par l'Insee en 2022.
Elle est située hors unité urbaine. Par ailleurs la commune fait partie de l'aire d'attraction de Vesoul, dont elle est une commune de la couronne,. Cette aire, qui regroupe 158 communes, est catégorisée dans les aires de 50 000 à moins de 200 000 habitants,.

### Occupation des sols
L'occupation des sols de la commune, telle qu'elle ressort de la base de données européenne d’occupation biophysique des sols Corine Land Cover (CLC), est marquée par l'importance des territoires agricoles (62,8 % en 2018), une proportion identique à celle de 1990 (62,8 %). La répartition détaillée en 2018 est la suivante : 
prairies (36,9 %), forêts (32,7 %), terres arables (14 %), zones agricoles hétérogènes (11,8 %), zones urbanisées (4,5 %). L'évolution de l’occupation des sols de la commune et de ses infrastructures peut être observée sur les différentes représentations cartographiques du territoire : la carte de Cassini (XVIIIe siècle), la carte d'état-major (1820-1866) et les cartes ou photos aériennes de l'IGN pour la période actuelle (1950 à aujourd'hui).

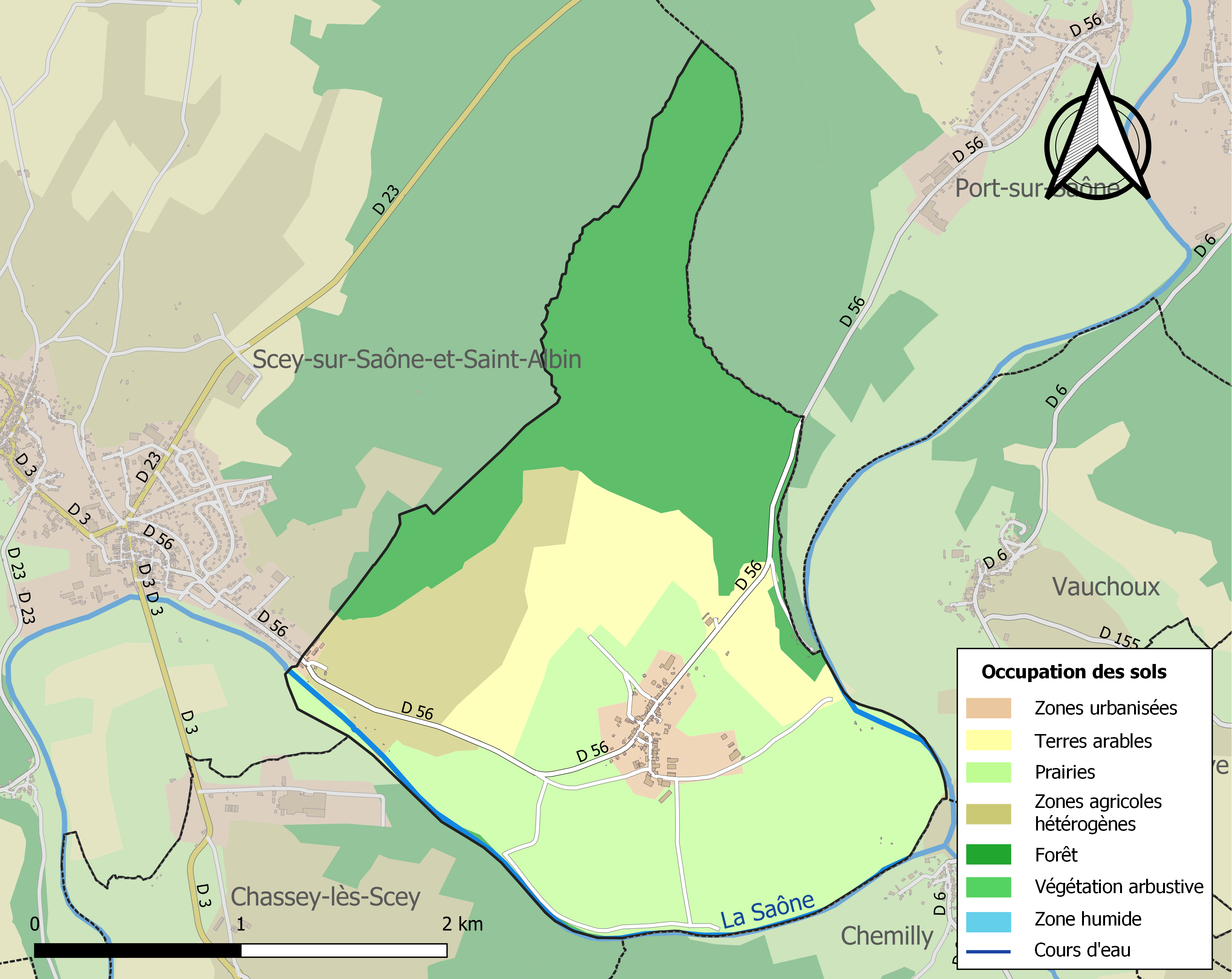
Carte des infrastructures et de l'occupation des sols de la commune en 2018 (CLC).

## Toponymie
Attestée sous la forme Ferrieres en 1276.
« Installation pour extraire, fondre et forger le fer ».

## Politique et administration

### Rattachements administratifs et électoraux
La commune fait partie de l'arrondissement de Vesoul du département de la Haute-Saône, en région Bourgogne-Franche-Comté. Pour l'élection des députés, elle dépend de la première circonscription de la Haute-Saône.
Elle fait partie depuis 1793 du canton de Scey-sur-Saône-et-Saint-Albin. Dans le cadre du redécoupage cantonal de 2014 en France, le territoire de ce canton s'est étendu de  17 à 46 communes.

### Intercommunalité
La commune est membre de la Communauté de communes des Combes, créée le 31 décembre 1994.

### Liste des maires
| Période                                  | Période | Identité                 | Étiquette | Qualité |
| ---------------------------------------- | ------- | ------------------------ | --------- | ------- |
| Les données manquantes sont à compléter. |         |                          |           |         |
| 1655                                     | 1686    | Adrien Gauthier          |           |         |
| 1686                                     | 1724    | Claude François Gauthier |           |         |

| Période                                  | Période                       | Identité               | Étiquette | Qualité                                                                      |
| ---------------------------------------- | ----------------------------- | ---------------------- | --------- | ---------------------------------------------------------------------------- |
| Les données manquantes sont à compléter. |                               |                        |           |                                                                              |
| mars 2001                                | En cours (au 2 décembre 2020) | Jean-Jacques Millerand |           | Vice-président de la CC des Combes (2014 → ) Réélu pour le mandat 2020-2026, |

## Population et société

### Démographie
L'évolution du nombre d'habitants est connue à travers les recensements de la population effectués dans la commune depuis 1793. Pour les communes de moins de 10 000 habitants, une enquête de recensement portant sur toute la population est réalisée tous les cinq ans, les populations de référence des années intermédiaires étant quant à elles estimées par interpolation ou extrapolation. Pour la commune, le premier recensement exhaustif entrant dans le cadre du nouveau dispositif a été réalisé en 2007.

En 2022, la commune comptait 131 habitants, en évolution de +4,8 % par rapport à 2016 (Haute-Saône : −1,4 %, France hors Mayotte : +2,11 %).
| 1793 | 1800 | 1806 | 1821 | 1831 | 1836 | 1841 | 1846 | 1851 |
| ---- | ---- | ---- | ---- | ---- | ---- | ---- | ---- | ---- |
| 243  | 259  | 268  | 271  | 269  | 273  | 273  | 272  | 264  |

| 1856 | 1861 | 1866 | 1872 | 1876 | 1881 | 1886 | 1891 | 1896 |
| ---- | ---- | ---- | ---- | ---- | ---- | ---- | ---- | ---- |
| 244  | 232  | 239  | 233  | 206  | 223  | 205  | 193  | 202  |

| 1901 | 1906 | 1911 | 1921 | 1926 | 1931 | 1936 | 1946 | 1954 |
| ---- | ---- | ---- | ---- | ---- | ---- | ---- | ---- | ---- |
| 179  | 177  | 181  | 157  | 166  | 138  | 141  | 141  | 128  |

| 1962 | 1968 | 1975 | 1982 | 1990 | 1999 | 2006 | 2007 | 2012 |
| ---- | ---- | ---- | ---- | ---- | ---- | ---- | ---- | ---- |
| 125  | 107  | 107  | 123  | 142  | 140  | 158  | 160  | 139  |

| 2017 | 2022 | - | - | - | - | - | - | - |
| ---- | ---- | - | - | - | - | - | - | - |
| 124  | 131  | - | - | - | - | - | - | - |

### Manifestations culturelles et festivités
Ferrières est réputé pour la pêche sur les bords de Saône. Secteur de pêche de nuit. De nombreux concours y sont organisés, notamment de pêche sportive,.

## Culture locale et patrimoine

### Lieux et monuments
- Au centre du village, la fontaine Saint-Martin construite en arc de cercle, très bien restaurée.

La Fontaine-lavoir Saint-Martin en 2015
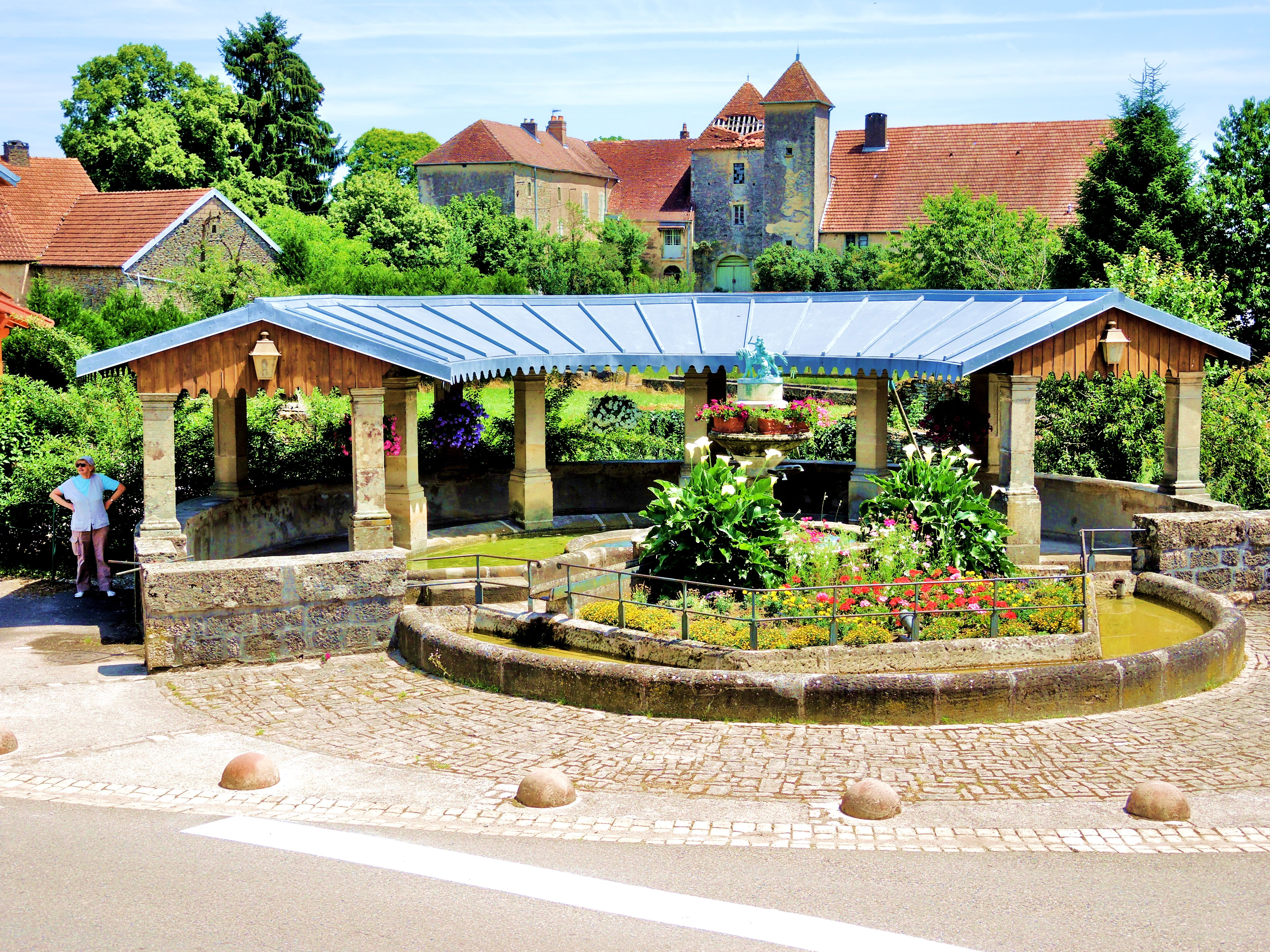
Vue générale de la fontaine.
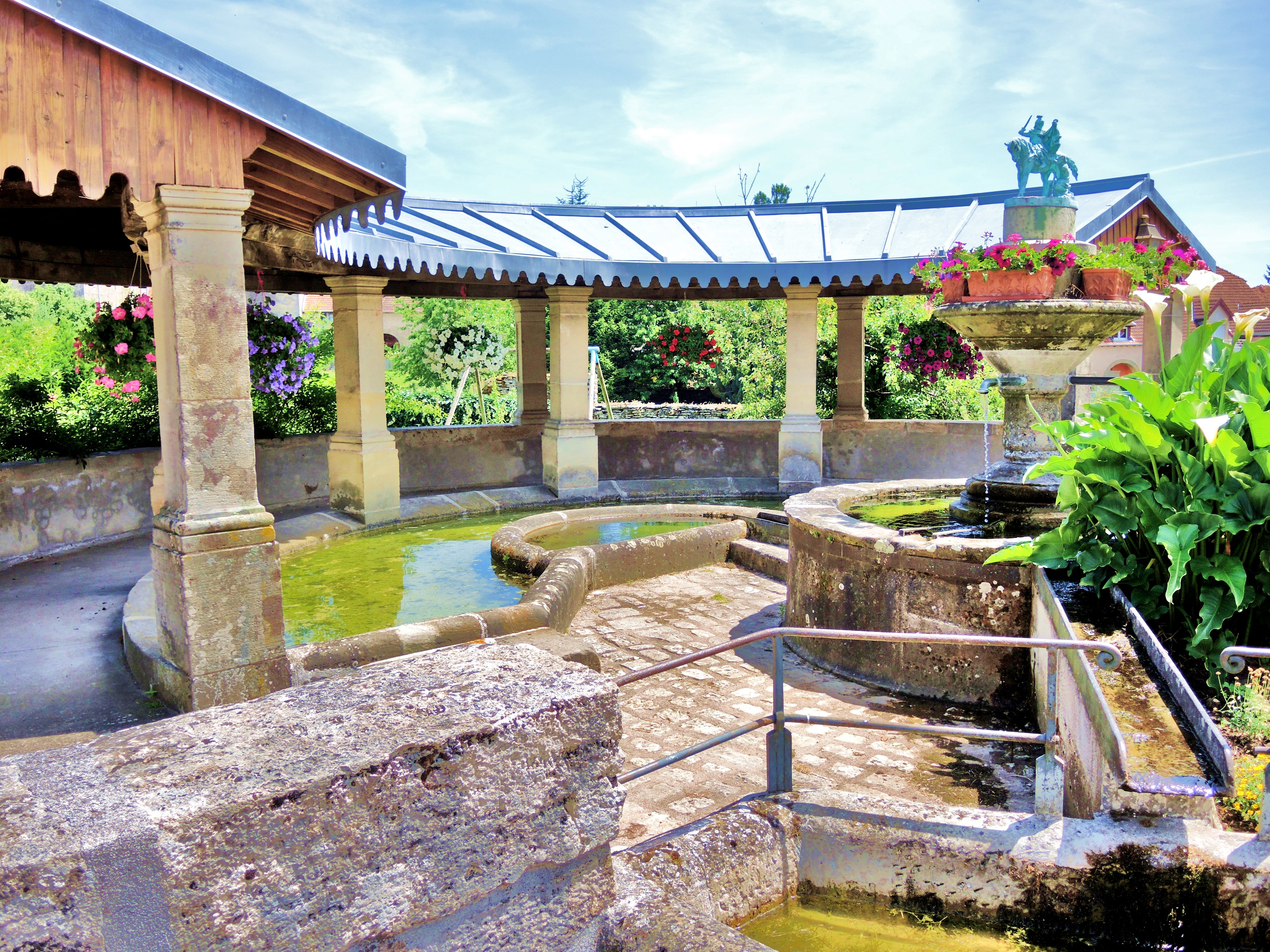
Gros plan de la fontaine.
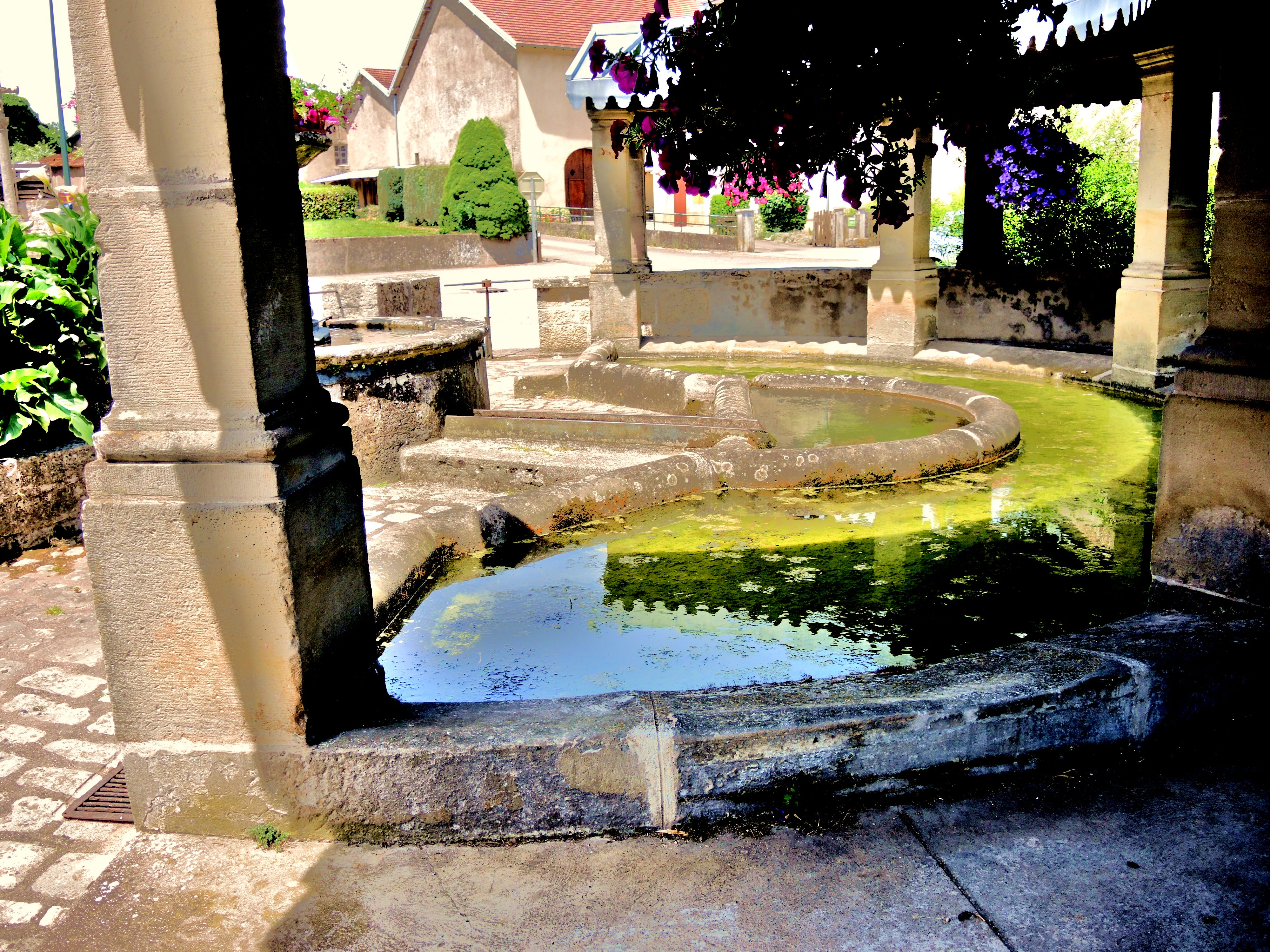
Gros plan de la fontaine.
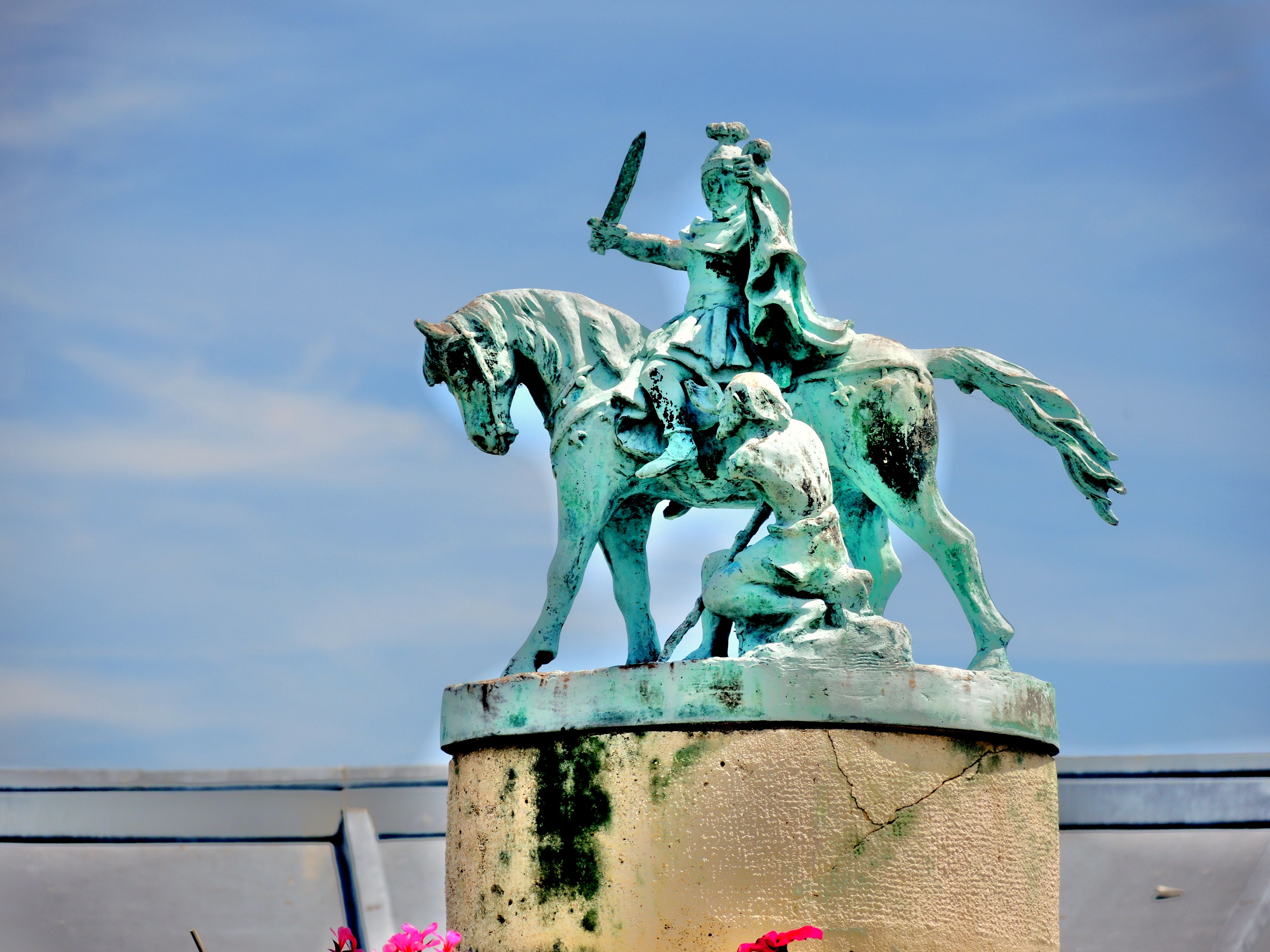
Statuette au-dessus de la fontaine.

- La maison forte datant des XVIe et XVIIIe siècles[24] et les ruines d'un ancien château dont l'origine remonte au XIe siècle.

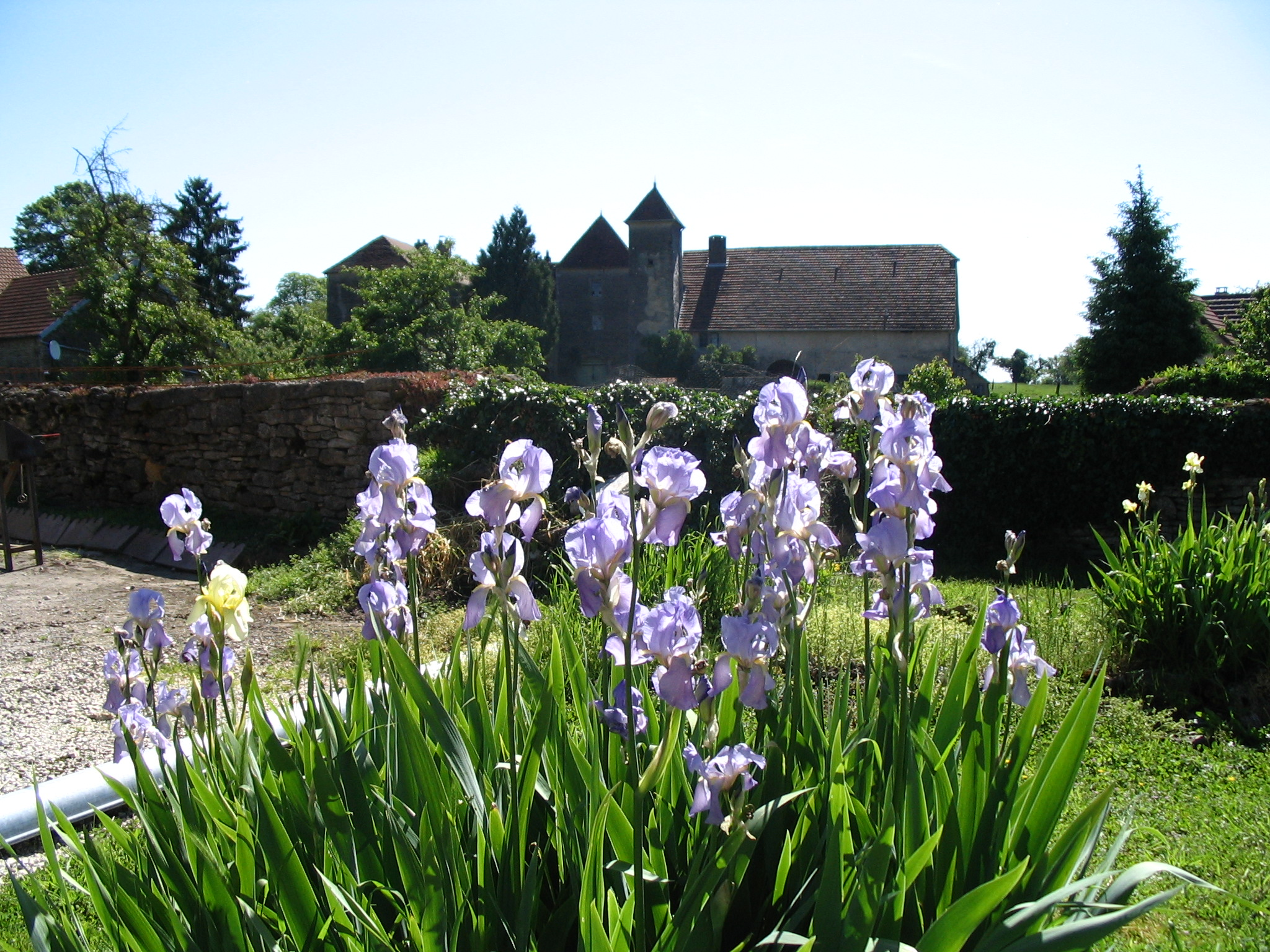
Maison forte.
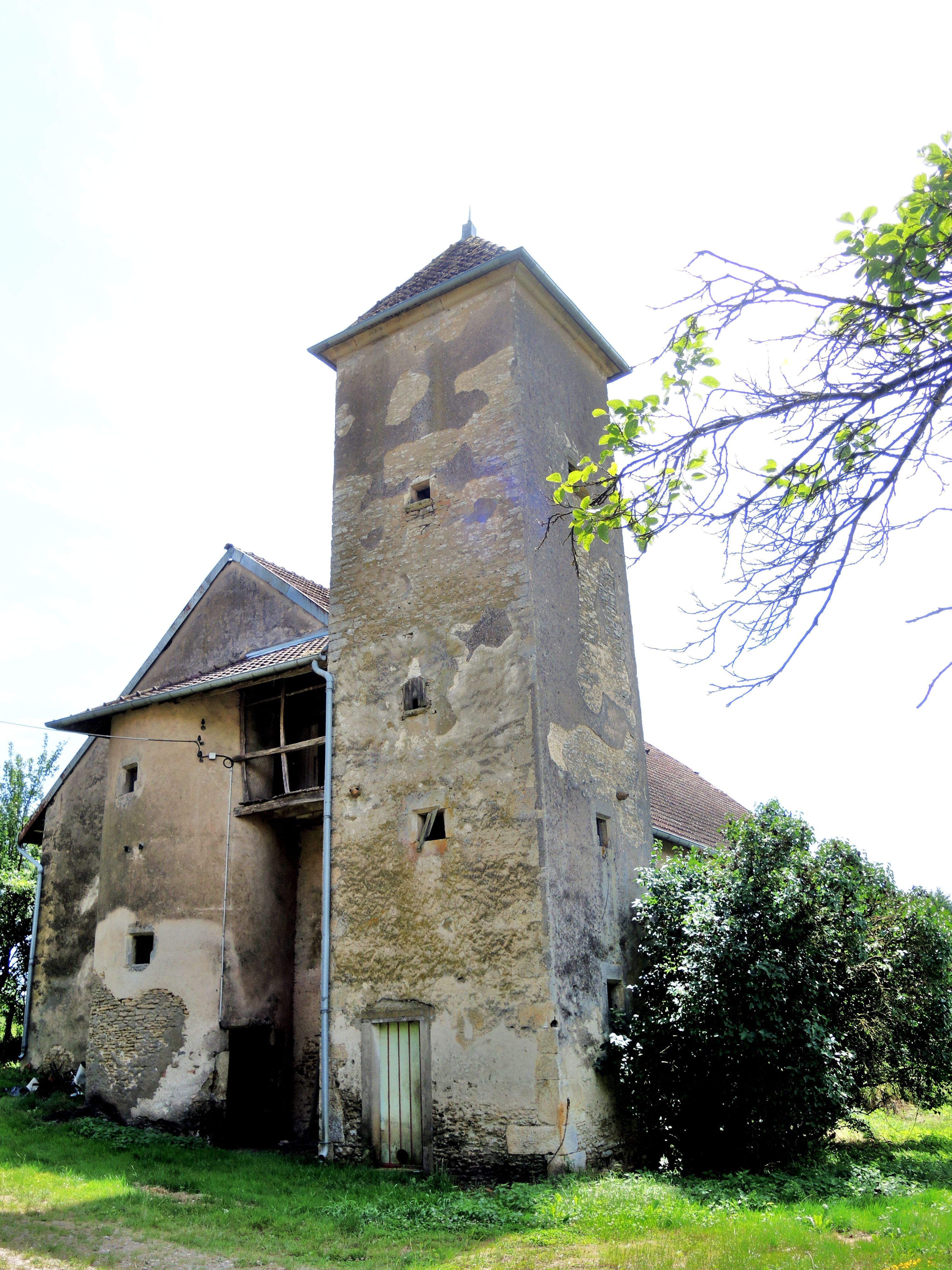
Colombier de la maison forte.
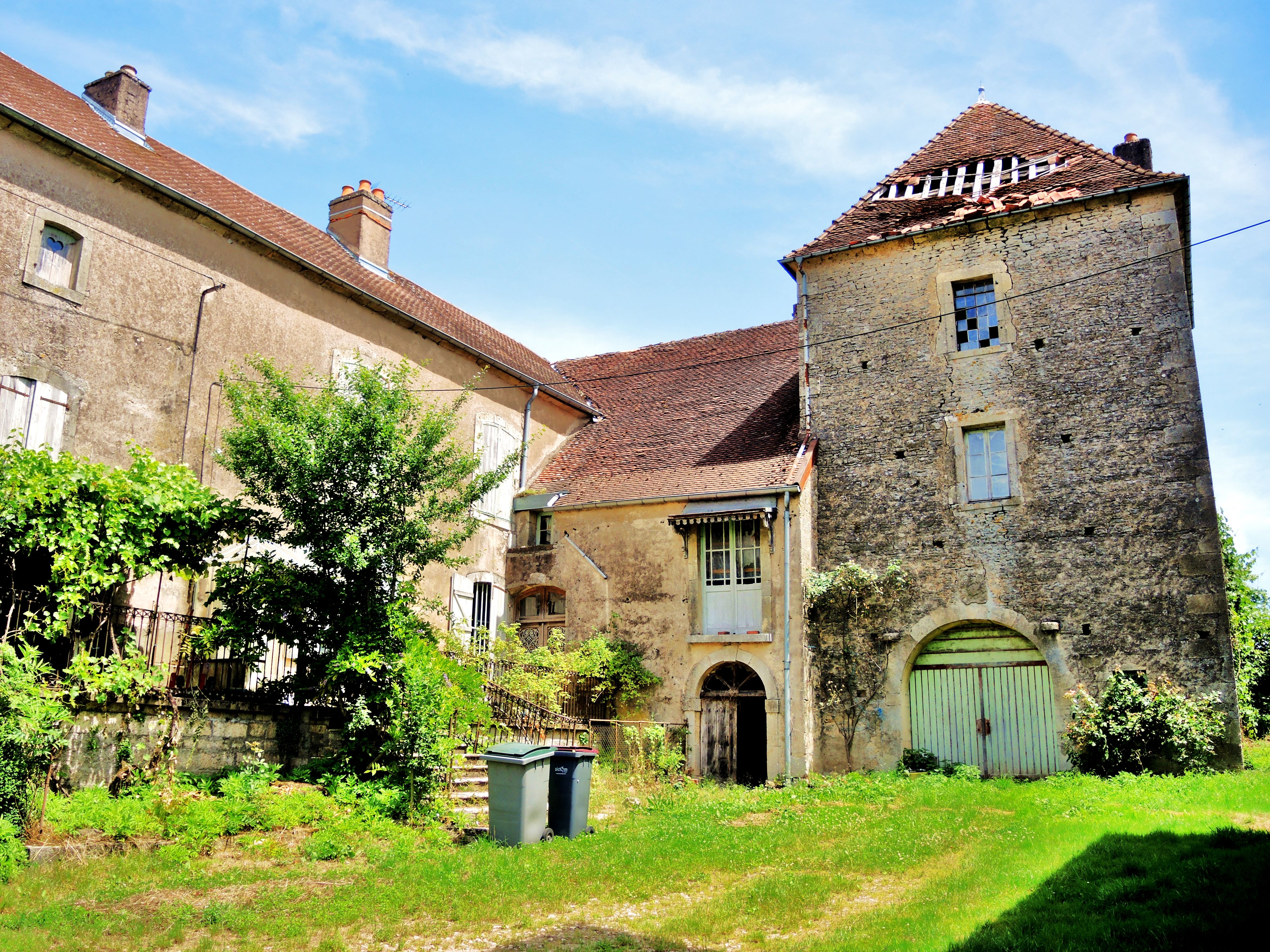
Bâtiments de la maison forte.

- La chapelle et le calvaire.

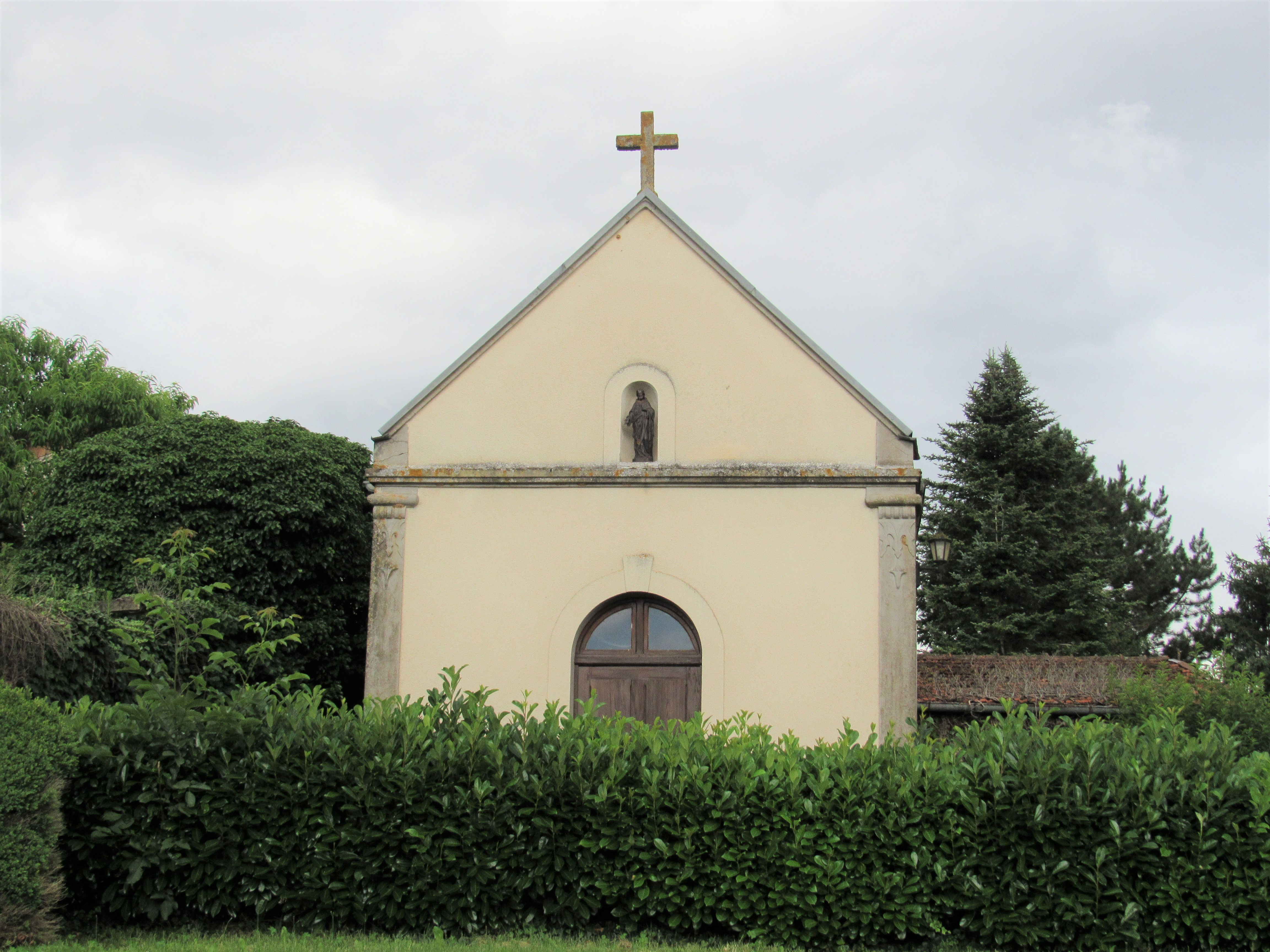
La chapelle.
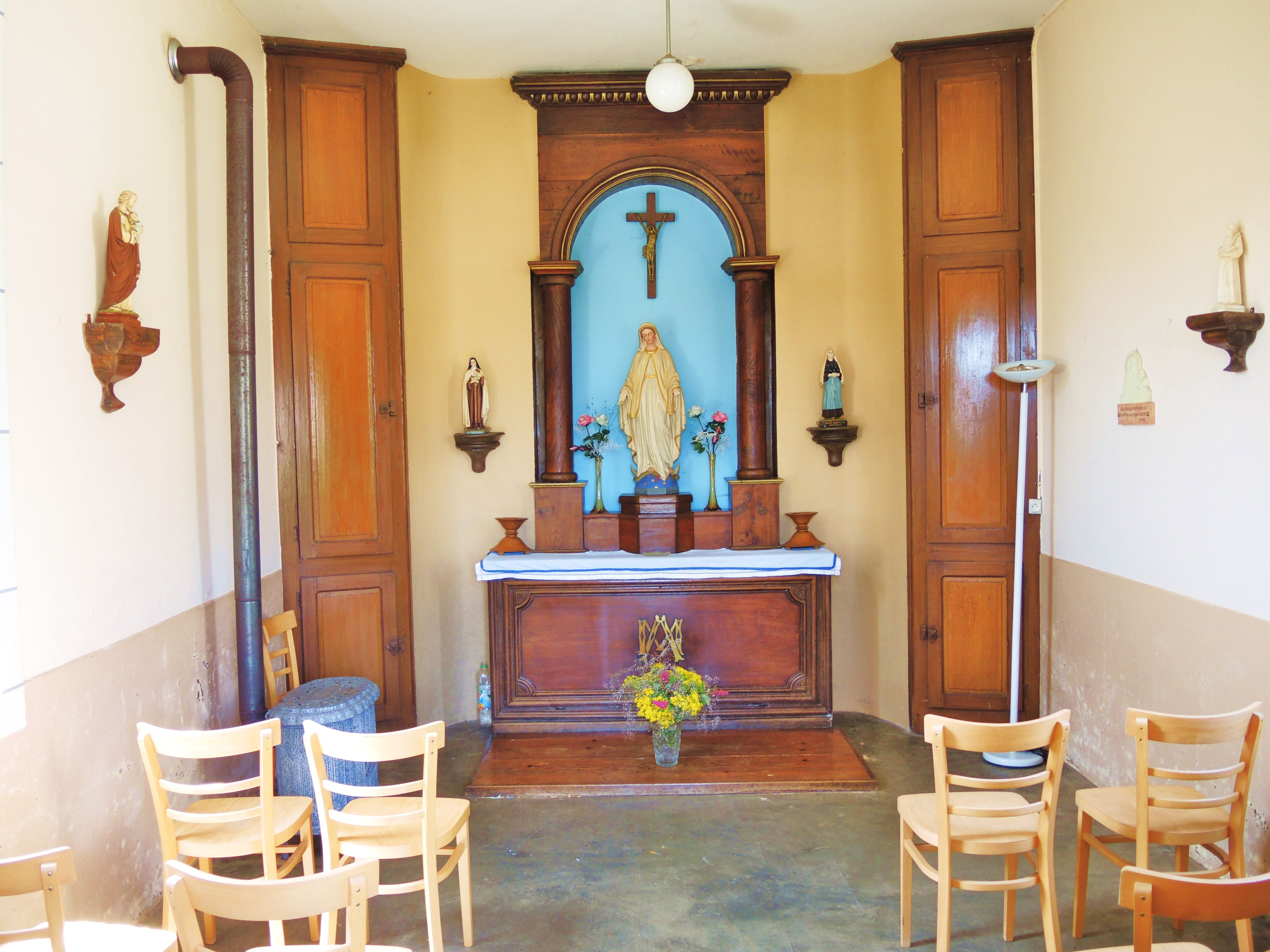
Intérieur de la chapelle au centre du bourg.
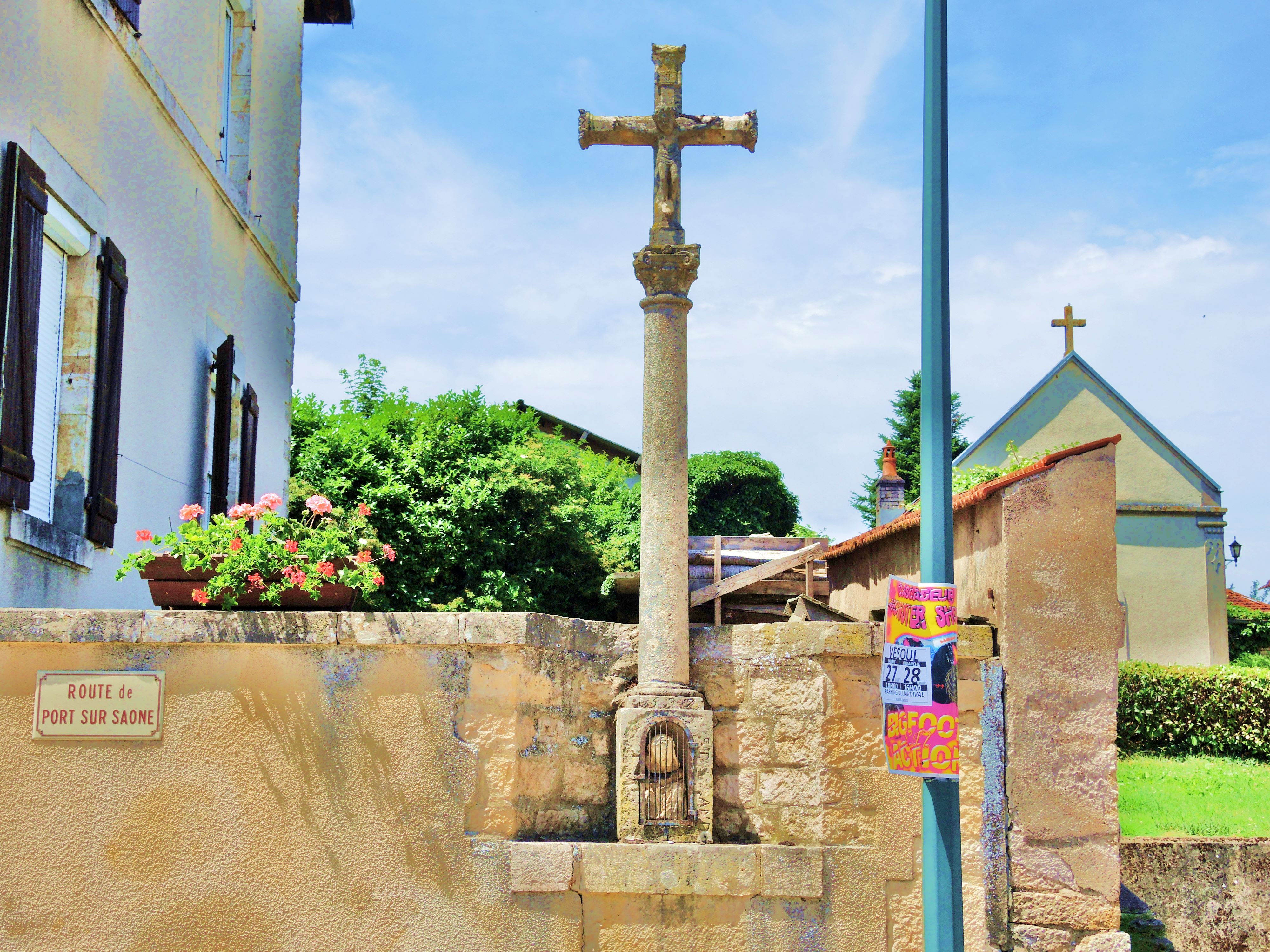
Calvaire au centre du bourg.

- La vallée de la Saône avec un barrage, l'écluse n°6 sur la dérivation de Chemilly et la voie verte «Rives de Saône» qui longe la rive intérieure du méandre.

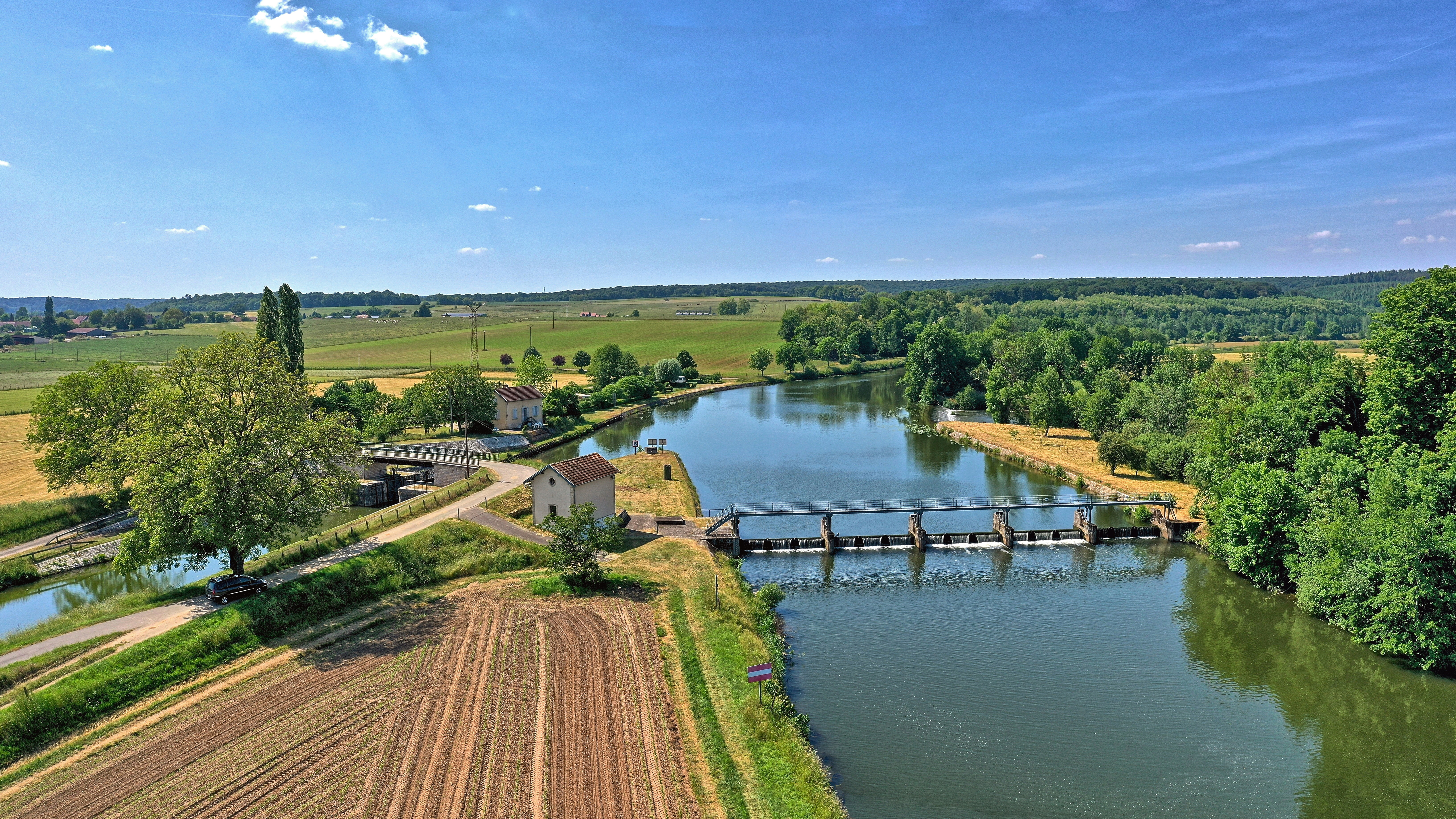
Le barrage sur la Saône et l'entrée de la dérivation de Chemilly.
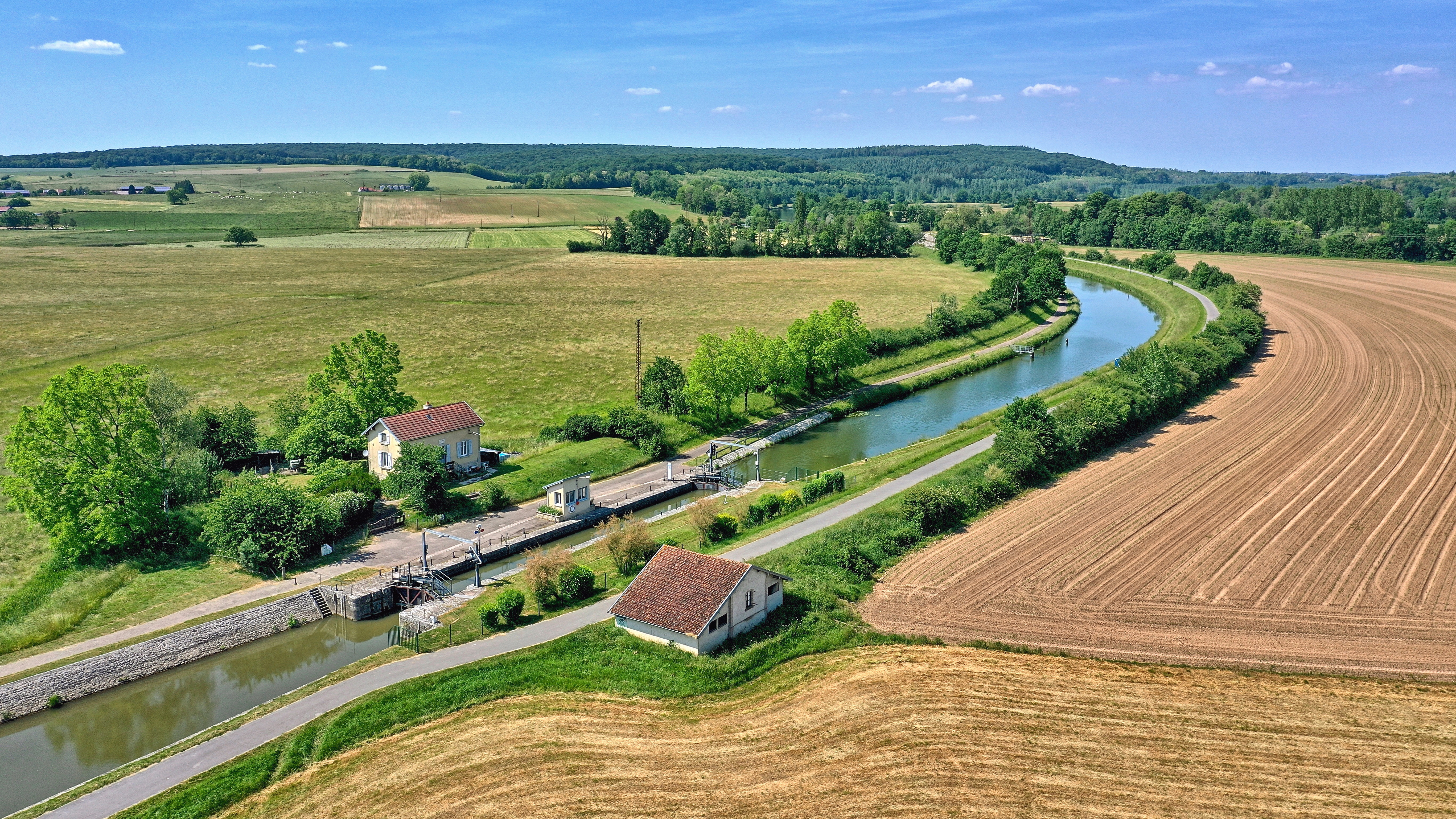
L'écluse n°6.

- Trois postes de pêche avec le label « Tourisme & Handicap » ont été aménagés sur les berges de la Saône par la communauté de communes des Combes.

- Le Monument aux morts a été reconstruit en 2011, à l'identique de celui qui avait été détruit par un accident automobile en 2010[25]